# Édouard Mathieu
Édouard Mathieu est un homme politique français né le 15 octobre 1830 à Paris, où il est mort dans le 17e arrondissement le 26 mai 1911.
Conseiller général, il est élu député du Morbihan en 1880, succédant à François Ratier. Il est réélu en 1881 et siège avec la gauche radicale. Il ne se représente pas en 1885 et quitte le département.

## Sources
- « Édouard Mathieu », dans Adolphe Robert et Gaston Cougny, Dictionnaire des parlementaires français, Edgar Bourloton, 1889-1891 [détail de l’édition]
- « Edouard, Léon, Napoléon MATHIEU (1830 - ) », sur www.assemblee-nationale.fr (consulté le 4 janvier 2013)